# U2 360° at the Rose Bowl
U2 360° at the Rose Bowl – koncertowe wydawnictwo zespołu U2, będące zapisem występu grupy na stadionie Rose Bowl w Los Angeles (USA) w ramach trasy U2 360° Tour. Jest to, jak na razie, jedyne DVD z tej trasy.
W Polsce nagrania uzyskały status platynowej płyty DVD.

## Koncert
Występ U2 na Rose Bowl miał miejsce 25 października 2009 i był ostatnim koncertem w Stanach Zjednoczonych podczas tej części trasy U2 360° Tour oraz przedostatnim w Ameryce Północnej. Sprzedano 97 014 biletów, czyli wszystkie dostępne, dochód z nich wyniósł 9 960 036 dolarów amerykańskich. Koncert był transmitowany na żywo przez portal youtube.com (była to pierwsza taka inicjatywa w jego historii), gdzie można było go oglądać w całości jeszcze przez następny tydzień. Zanotowano w tym czasie około dziesięciu milionów wyświetleń.

## Lista utworów

### Lista podstawowa
1. „Get on Your Boots”
2. „Magnificent”
3. „Mysterious Ways”
4. „Beautiful Day” – zakończone fragmentami utworów: „In God’s Country”, „God Only Knows” oraz „The Maker”
5. „I Still Haven’t Found What I’m Looking For” – pod koniec wykonano piosenkę „Stand By Me”
6. „Stuck in a Moment You Can’t Get Out Of” – wersja akustyczna
7. „No Line on the Horizon”
8. „Elevation”
9. „In a Little While” – zakończone recytacją przez Franka De Winne ostatniej zwrotki tej piosenki
10. „Unknown Caller”
11. „Until the End of the World”
12. „The Unforgettable Fire”
13. „City of Blinding Lights”
14. „Vertigo” – zakończone cytatem z piosenki Rolling Stones „It's Only Rock ’n’ Roll (But I Like It)”
15. „I'll Go Crazy If I Don't Crazy Tonight” – remix „Redanka's Kick the Darkness”
16. „Sunday Bloody Sunday”
17. „MLK”
18. „Walk On” – pod koniec zespół zagrał fragment „You’ll Never Walk Alone”
19. „One” – poprzedzone przemówieniem biskupa Desmonda Tutu oraz zakończone „Amazing Grace”
20. „Where the Streets Have No Name”
21. „Ultra Violet (Light My Way)”
22. „With or Without You”
23. „Moment of Surrender”

### Pozostałe utwory
Część piosenek została wykonana przez zespół, lecz nie została uwzględniona na podstawowej liście:
- „Soon” – (znane również jako „Kingdom” bądź „Kingdom of Your Love”), odtwarzana z playbacku przed rozpoczęciem wszystkich koncertów dwóch pierwszych części trasy U2 360° Tour. Wydana razem z Super Deluxe Box na winylu. Obecnie zespół z niej zrezygnował.
- „Breathe” – pominięta w podstawowym programie wydawnictwa, zwykle właśnie od niej zespół rozpoczynał koncerty dwóch pierwszych etapów trasy. Dostępna w wersji Deluxe i Super Deluxe Box.

### Podział według albumów
- No Line on the Horizon – 7 utworów (w tym Breathe)
- All That You Can’t Leave Behind – 5 utworów
- Achtung Baby – 4 utwory
- The Joshua Tree – 3 utwory
- The Unforgettable Fire i How to Dismantle an Atomic Bomb – po 2 utwory
- War – 1 utwór

## Wersje

### Pojedyncze DVD
Zawiera wszystkie utwory z podstawowej listy oraz:
- Behind The Scenes Tour Documentary
- No Line On The Horizon Promo Videos
- Alternative Show Opening
- Production Rehearsals
- Making Of 360 Tour
- Berlin Stadium Time Lapse
- Cutters Best Of – Tour Videographer Footage From U2.com

### Podwójne DVD – wersjaDeluxe/ PojedynczyBlu-ray
Oba wydania różnią się tylko nośnikiem, zawartość jest ta sama.
Poza podstawowymi utworami zawierają filmy:
1. Dokument Squaring the Circle: Creating U2360° – Reżyseria: Tom Kelly, produkcja: Ned O’Hanlon – wypowiedzi zespołu, managera oraz projetanktów sceny
2. Breathe (live at Rose Bowl) – Reżyseria: Tom Krueger, produkcja: Katherine Allen, Ned O’Hanlon
3. Berlin Time-Lapse Video – Reżyseria Tom Kelly, produkcja: Ned O’Hanlon – film pokazujący w przyspieszonym tempie budowę i składanie sceny podczas koncertu w Berlinie 18 lipca 2010
4. European Tour Opening – Barcelona
5. North American Tour Opening – Chicago
6. Teledyski:
  1. Get on Your Boots – reżyseria Alex Courtes, produkcja Malachy McAnenny
  2. Magnificent – reżyseria Alex Courtes, produkcja Malachy McAnenny
  3. I'll Go Crazy If I Don't Crazy Tonight – Reżyseria: David O’Reilly, Projekt: Jon Klassen
  4. I'll Go Crazy If I Don't Crazy Tonight – live at Barcelona – reżyseria Alex Courtes, produkcja Malachy McAnenny – jedyne koncertowe wykonanie tej piosenki w wersji oryginalnej podczas trasy U2 360° Tour, które miało miejsce 2 lipca 2009 na koncercie w Barcelonie.
7. Making of Get on Your Boots – Reżyseria i produkcja: Ned O’Hanlon
8. Making of Magnificent – Reżyseria i produkcja: Tom Bird
9. U2360° clips – Reżyseria i edycja: Cutter Hodierne
  1. Welcome to Milano!:Milan – wywiad z ulicznym malarzem z Mediolanu, śpiewającym utwory U2.
  2. The Spotlighter:Barcelona – wypowiedź członka ekipy technicznej, który obsługuje światło „podążające” za The Edgem
  3. Dublin Awaits: Dublin – wideo przedstawiające rozmowy z fanami zespołu, któży przybyli do Dublina na stadion Croke Park
  4. Edge Backstage at the Rose Bowl – przemowa Edge’a przed koncertem w Rose Bowl
  5. Aung San Suu Kyi:Dublin – fragment koncertu z dublińskiego Croke Park, na którym Bono ogłosił przyznanie birmańskiej przywódczyni tytułu Ambasadora Sumienia Amnesty International
  6. The North American Launch:Chicago – wideo prezentujące reakcję fanów na zespół wychodzący z hotelu i jadący na pierwszy koncert w Ameryce Północnej
  7. CN Tower:Toronto – film pokazujący wielobarwne podświetlenie CN Tower podczas koncertu grupy
  8. Red&White: Poland – wideo przedstawiające okrągłą biało-czerwoną flagę ułożoną przez polskich fanów na koncercie w Chorzowie w trakcie piosenki New Year’s Day
10. Zawartość do otworzenia na komputerze:
  1. Galeria zdjęć wykonanych przez Edge’a
  2. Tapety
  3. Wygaszacze ekranu
  4. Linki

### Super Deluxe Box
Poza elementami z wersji Deluxe zawiera:
- Książeczka w twardej oprawie
- Dwa dyski Blu-ray, każdy osobno opakowany
- Piosenka Soon na płycie winylowej
- Kostki gitarowe
- Program dwóch pierwszych części trasy
- Szkic sceny
- 5 grafik

## Personel

### Zespół
- Bono – wokal, gitara
- The Edge – gitara, wokal, instrumenty klawiszowe, gitara akustyczna (Stuck in a Moment You Can't Get Out Of)
- Adam Clayton – gitara basowa
- Larry Mullen Jr. – perkusja, chórki, djembe (I'll Go Crazy If I Don't Go Crazy Tonight)

### Pozostali muzycy
- Terry Lawless - keyboardy, programowanie

### Produkcja
- Reżyser – Tom Krueger
- Producent – Katherine Allen, Ned O’Hanlon
- Producent wykonawczy – Malcom Gerrie, Paul McGuinness
- Reżyser/designer koncertu – Willie Williams